# Erie Lackawanna Railway
 (janvier 2022).
L'Erie Lackawanna Railway (sigle AAR: EL), était un chemin de fer américain de classe I qui opérait dans le Nord-Est du pays. Connu sous le nom d'Erie-Lackawanna Railroad jusqu'en 1968, il apparut en 1960 à la suite de la fusion de l'Erie Railroad et du Delaware, Lackawanna and Western Railroad. Le slogan officiel de la ligne était « The Friendly Service Route. »

## Les origines
L'Erie-Lackawanna fut formé le 17 octobre 1960 par la fusion de l'Erie Railroad avec le Delaware, Lackawanna and Western Railroad (Lackawanna). Cette compagnie lutta durant les 16 années de son existence. Les deux chemins de fer qui le composaient perdaient régulièrement des passagers, du fret et de l'argent. De plus elles avaient accumulé de lourdes dettes au fil des ans. Dès 1956, quatre ans avant la fusion, ces deux lignes historiques avaient déjà commencé à regrouper leurs installations sur les rives du fleuve Hudson et dans le sud de l'État de New York. Le Lackawanna était sévèrement affecté par la baisse du trafic de l'anthracite et du ciment de Pennsylvanie depuis les années 1940. Quant à l'Erie il était handicapé par la baisse de son trafic de fruits et légumes acheminés des États de l'Ouest jusqu'à New York, à la suite du développement des autoroutes dans les années 1950. Les deux lignes furent aussi affectées par l'ouverture du Saint Lawrence Seaway en 1959, permettant aux cargos européens, africains et sud américains de naviguer jusqu'aux Grands Lacs, et de desservir Buffalo, Cleveland, Détroit, Chicago, etc. Précédemment le DL&W jouissait d'un trafic important avec les cargos qui venaient accoster directement sur ses installations portuaires de Hoboken sur le fleuve Hudson.
Les chemins de fer du Nord-Est des États-Unis, dont l'EL, étaient tous en train de décliner à cause des 5 facteurs suivants : une réglementation ferroviaire contraignante, des taxes élevées sur les propriétés urbaines, des autoroutes subventionnées, des voies navigables compétitives et un marché arrivé à saturation. Trop de chemins de fer se disputaient un gâteau de plus en plus petit. La fermeture dans les années 1960 de vieilles industries dans les villes de l'est, suivie dans les années 1970 par le déclin de l'automobile et des aciéries, finirent par affecter sérieusement le trafic de base de l'EL. Malgré la concurrence exercée par les compagnies aériennes, les autocars et les voitures particulières, qui rendaient les chemins de fer non profitables, ces derniers n'avaient pas le droit d'arrêter brutalement leurs grandes lignes de trains de voyageurs, à cause d'une vieille loi (Government regulation policy) datant de la fin du XIXe siècle.
Cependant, l'EL afficha des profits dès le milieu et la fin des années 1960, grâce à de lourdes compressions des coûts (réduction des services annexes), à une modernisation des équipements, à un développement industriel suburbain, à l'augmentation du trafic par wagon piggyback, et à une réduction progressive du service des grandes lignes de voyageurs, qui prit fin le 6 janvier 1970. De plus l'EL qui était parallèle au Penn Central, reçut pour un temps le trafic de ce dernier qui connaissait des problèmes de voies.
L'EL bâtit un entrepôt de réparation de locomotives diesel à Marion et modernisa son ateliers de réparation de wagons de Meadville. Concernant son service déficitaire de trains de voyageurs dans la métropole de New York, l'EL réussit à obtenir de la part de l'État du New Jersey des subventions ainsi que de nouvelles locomotives et voitures à la fin des années 1960. En 1970, l'EL remporta un lucratif contrat avec UPS, qui permit l'exploitation quotidienne de 5 trains intermodaux entre New Jersey et Chicago.
L'Erie Lackawanna Railroad fut réorganisé en Erie Lackawanna Railway le 1er mars 1968

## Les années 1970
La vague des fusions modernes fut relancée lorsque le Norfolk and Western Railway (N&W) s'empara du New York, Chicago and St. Louis Railroad alias Nickel Plate (NKP) et du Wabash Railroad (WAB) en 1964. Puis lorsque le Pennsylvania Railroad fusionna avec le New York Central Railroad en 1968, le N&W répliqua en annonçant sa fusion avec le Chesapeake and Ohio Railway. C'est alors que l'EL exprima avec force ses inquiétudes. Ainsi sensibilisé, l'Interstate Commerce Commission (ICC) demanda en contrepartie au N&W de sauver l'EL, le Delaware and Hudson Railway (D&H), la Reading Company, le Central Railroad of New Jersey (CNJ) et le Boston and Maine (B&M). Toutes ces compagnies connaissaient des difficultés (le CNJ était déjà en faillite depuis 1967), excepté le D&H. Pour réaliser cette opération le N&W créa une holding appelée Dereco, acronyme des chemins de fer concernés. En 1968, N&W via Dereco décida de ne racheter que l'EL et le D&H. Malgré ce rachat qui était une des conditions à remplir dans son projet d'union avec le C&O, la fusion N&W / C&O ne fut néanmoins jamais accordée.
L'achèvement de l'autoroute Interstate 80 entre la Pennsylvanie et le New Jersey en 1971, s'ajouta aux problèmes financiers de l'EL, alors qu'il se diversifiait dans trafic par piggyback notamment avec des transporteurs routiers comme Navajo ou Cooper-Jarrett. L'EL travaillait également avec UPS entre l'agglomération New Yorkaise et Chicago grâce à ses piggyback, bien qu'il fût moins rapide que le Penn Central (et auparavant le New York Central Railroad); par exemple en 1973, la liaison New York / Chicago par piggyback durait 26 heures 15 avec le Penn Central et 29 heures 30 avec l'EL. En 1972, l'ouragan Agnès détruisit plusieurs kilomètres de voies et des biens attenants, particulièrement dans le sud-ouest de l'État de New York. Le coût des réparations et la baisse des revenus menèrent la compagnie à la banqueroute le 26 juin 1972, avec application du Chapter 7 (liquidation).
Mais comme l'EL avait encore une certaine solidité financière, une restructuration fut envisagée en application du Chapitre 77, le 30 avril 1974. La direction de l'EL tenta de conserver son indépendance, anticipant sur sa réorganisation financière débarrassée du poids de ses dettes. C'est pourquoi, l'EL refusa de rejoindre la Consolidated Rail Corporation (alias Conrail) qui allait bientôt fusionner les grandes compagnies suivantes : le Penn Central, l'Ann Arbor Railroad, le Lehigh Valley Railroad, le Reading, le Central Railroad of New Jersey, et le Lehigh and Hudson River Railway. Malheureusement, la crise économique de la côte est des États-Unis, résultant du choc pétrolier de 1973, annula tout espoir d'indépendance de l'EL. Et le 9 janvier 1975, ne voyant pas la fin des pertes financières, les administrateurs judiciaires de l'EL demandèrent son intégration à Conrail. Le Final System Plan décida de vendre une grande partie du réseau de l'EL, allant du nord du New Jersey jusqu'à nord-est de l'Ohio, au Chessie System pour stimuler une concurrence sur le futur territoire contrôlé par Conrail. Cependant Chessie ne parvenant pas à conclure un accord avec le syndicat de l'EL, annonça en février 1976 qu'il n'achèterait pas cette portion de l'EL.
Les capitaux de nombreuses compagnies de chemin de fer furent rachetés par le gouvernement fédéral pour former Conrail, qui entra en activité le 1er avril 1976. De l'EL il ne restait plus qu'une société indépendante appelée Erie Lackawanna Estate qui continua d'exister plusieurs années. Cette société liquida les biens non ferroviaires et utilisa ses fonds pour rembourser les dettes accumulées par l'EL. Les créditeurs gagnèrent plus d'argent en vendant les biens de l'EL qu'en poursuivant son activité d'origine. L'EL fut l'exemple même d'une entreprise qui rapporta plus une fois morte que vivante.
Quant à Dereco, il finit par vendre le D&H à Guilford en 1984, et fut dissous peu après.

## Les trains de voyageurs
- Nos. 1 et 2, The Phoebe Snow, reliant New York à Chicago, arrêté le 27/28 novembre 1966.
- No.7, The Pacific Express, arrêté en aout 1965
- No.8, The Atlantic Express, arrêté en aout 1965
- Nos. 5 et 6, The Lake Cities, arrêté le 5/6 janvier 1970.
- No.10, The New York Mail, arrêté le 23 mai 1969.
- No.15 The Owl, arrêté le 23 mai 1969.
- No. 28 et 29, trains de banlieue de Cleveland à Youngstown, arrêté le 14 janvier 1977 par Conrail.
- L'Erie Lackawanna exploitait un vaste réseau de banlieue pour l'agglomération de New York, qui fut transmis à Conrail, et qui est depuis 1982 détenu et exploité par le New Jersey Transit et le Metro North. La ligne principale du New Jersey Transit est celle de l'ancien Erie, tout comme celle du Metro North reliant Suffern à Port Jervis.

## Récapitulatif des fusions
L'Interstate Commerce Commission (ICC) approuva le projet de fusion le 13 septembre 1960. L'Erie Railroad et le Delaware, Lackawanna and Western Railroad constituèrent l'Erie Lackawanna Railroad le 17 octobre 1960.
L'Erie Lackawanna Railway fut formé le 1er mars 1968, comme filiale de Dereco, compagnie holding créée par Norfolk and Western Railway.
Finalement l'EL fusionna dans la Consolidated Rail Corporation (Conrail), le 1er avril 1976. En 1997, Conrail fut acheté par CSX Transportation et Norfolk Southern Railway. Le 1er juin 1999, Norfolk Southern prit le contrôle de la plupart des lignes de Conrail dans le New Jersey, incluant l'ancien DL&W. Norfolk Southern continue d'exploiter un trafic local de fret sur la ligne.

## Lignes en exploitation de nos jours
La plupart des lignes de l'EL constituent un vaste réseau de banlieue à New Jersey City et à New York (NJ Transit et Metro North), mais servent aussi aux marchandises dans l'État de New York (au nord de Port Jervis), dans la Pennsylvanie et dans l'Ohio.
L'ancienne ligne principale entre Hornell, New York et Meadville, Pennsylvanie est exploitée par le Western New York and Pennsylvania Railroad, grâce à un accord de location avec le Norfolk Southern.
La portion de l'ancienne ligne principale entre Binghamton et Port Jervis est exploitée par le Central New York Railroad, filiale du New York, Susquehanna and Western Railroad, toujours avec l'accord du Norfolk Southern.
Le Metro North Railroad loue la section de Port Jervis à Suffern, New York.
La Northern Division est exploitée par le New York, Susquehanna and Western Railway entre Binghamton et Syracuse, alors que l'Utica Branch de Chenango Forks à Utica est hors service à la suite des dégâts des eaux et du faible trafic.
À l'ouest de Youngtown, Ohio, une grande partie de la voie a été abandonnée ou enlevée avant 1980 en faveur de l'ancienne ligne du Penn Central qui lui est parallèle.
De petites portions de la ligne western line sont toujours utilisées par de petits transporteurs. Une section de Mansfield à Ashland est exploitée par le Ashland Railway. Une autre petite section relie une usine de General Motors à Ontario, Ohio, avec les lignes du NS à Mansfield. Et une section entre Lima et Glenmore, Ohio, est exploité par le Spencerville and Elgin Railroad, faisant partie du RJ Corman Railroad / Western Ohio Lines.

### sources
- Grant, H. Roger. Erie Lackawanna: Death of an American Railroad. Stanford, CA: Stanford Univ. Press, 1994
- "PRR Chronology"